# Scytinostroma corneri
Scytinostroma corneri är en svampart som beskrevs av Boidin & Lanq. 1987. Scytinostroma corneri ingår i släktet Scytinostroma och familjen Lachnocladiaceae.   Inga underarter finns listade i Catalogue of Life.